# Atletica leggera ai Giochi della XV Olimpiade - Getto del peso maschile

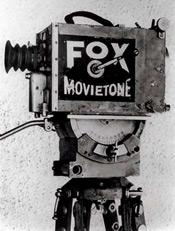
Video della Finale

La competizione del getto del peso maschile di atletica leggera ai Giochi della XV Olimpiade si è disputata il giorno 21 luglio 1952 allo stadio olimpico di Helsinki.

## L'eccellenza mondiale
| Campione olimpico 1948   | 17,12      | Wilbur Thompson | 5º ai Trials |
| Campione europeo 1952    | 16,74      | Gunnar Huseby   | Ritirato     |
| Primatista mondiale      | 17,95 1950 | Jim Fuchs       | Presente     |
| Vincitore dei Trials USA | 17,41      | Darrow Hooper   | Presente     |

## Risultati
Ai Trials USA la classifica dei primi posti è serrata: solo 5 centimetri hanno separato i primi tre. Ad Helsinki ci si aspetta una battaglia.

L'americano O'Brien mostra al mondo una tecnica da lui inventata: si pone di spalle rispetto alla direzione di lancio, poi si piega in due, contraendo il busto prima della "frustata".

### Turno eliminatorio
Qualificazione14,60 m
Tredici atleti ottengono la misura richiesta.

La miglior prestazione appartiene a Parry O'Brien (USA), con 16,05 m.
| Pos. | Atleta                  | Nazione          | Misura | Lanci | Lanci | Lanci |
| Pos. | Atleta                  | Nazione          | Misura | 1°    | 2°    | 3°    |
| ---- | ----------------------- | ---------------- | ------ | ----- | ----- | ----- |
| 1    | Parry O'Brien           | Stati Uniti      | 16,05  | 16,05 | -     | -     |
| 2    | Otto Grigalka           | Unione Sovietica | 15,90  | 15,90 | -     | -     |
| 3    | Roland Fritz Nilsson    | Svezia           | 15,81  | 15,81 | -     | -     |
| 4    | Darrow Hooper           | Stati Uniti      | 15,48  | 15,48 | -     | -     |
| 5    | Jim Fuchs               | Stati Uniti      | 15,29  | 15,29 | -     | -     |
| 5    | Jiří Skobla             | Cecoslovacchia   | 15,29  | 15,29 | -     | -     |
| 7    | Georgy Fyodorov         | Unione Sovietica | 15,16  | 15,16 | -     | -     |
| 8    | Per Stavem              | Norvegia         | 15,12  | 14.45 | 14.54 | 15,12 |
| 9    | Alois Schwabl           | Austria          | 15,00  | 15,00 | -     | -     |
| 10   | Angiolo Profeti         | Italia           | 14,93  | 14,93 | -     | -     |
| 11   | Tadeusz Krzyżanowski    | Polonia          | 14,90  | 14.11 | 14,90 | -     |
| 12   | John Savidge            | Gran Bretagna    | 14,89  | 14,89 | -     | -     |
| 13   | Lucien Guillier         | Francia          | 14,62  | 14.13 | n     | 14,62 |
| 14   | Aapo Perko              | Finlandia        | 14,50  | 14.23 | 14,50 | 14.26 |
| 15   | Toivo Telen             | Finlandia        | 14,30  | 13.78 | 14,30 | n     |
| 16   | Ramón Rosario           | Porto Rico       | 14,21  | 14,21 | 14.00 | 13.94 |
| 17   | Kaarto Rask             | Finlandia        | 14,08  | 14,08 | 13.81 | 13.80 |
| 18   | Konstantinos Giataganas | Grecia           | 14,05  | 12.06 | 14,05 | n     |
| 19   | John Alfred Giles       | Gran Bretagna    | 13,73  | 13,73 | 13.70 | n     |
| 20   | Nuri Turan              | Turchia          | 13,00  | 13,00 | n     | n     |

### Finale
Preoccupato per l'arrivo della pioggia, Parry O'Brien, il favorito, si concentra sul primo lancio. Ne esce un 17,41 che è il nuovo record olimpico. O'Brien mette sotto pressione gli avversari. Al terzo turno Hooper lancia a 17,08. Invece Fuchs centra tre nulli consecutivi, finché al quinto turno lancia a 17,06. Hooper tenta il tutto per tutto all'ultima prova e riesce ad arrivare a soli due centimetri dal capolista.

Questa volta i primi due posti dei Trials USA vengono invertiti. Curiosamente, O'Brien vince con la stessa misura che aveva valso a Hooper la vittoria alle selezioni nazionali.

Per Jim Fuchs è il secondo bronzo olimpico, dopo quello vinto a Londra 1948.
| Pos.    | Atleta               | Età | Nazione          | Misura | Lanci | Lanci | Lanci | Lanci | Lanci | Lanci |
| Pos.    | Atleta               | Età | Nazione          | Misura | 1°    | 2°    | 3°    | 4°    | 5°    | 6°    |
| ------- | -------------------- | --- | ---------------- | ------ | ----- | ----- | ----- | ----- | ----- | ----- |
| Oro     | Parry O'Brien        | 20  | Stati Uniti      | 17,41  | 17,41 | 17,21 | 16,79 | 16,87 | 17,12 | 16,53 |
| Argento | Darrow Hooper        | 20  | Stati Uniti      | 17,39  | 17,02 | 16,59 | 17,08 | 16,90 | 16,93 | 17,39 |
| Bronzo  | Jim Fuchs            | 24  | Stati Uniti      | 17,06  | 16,93 | n     | n     | n     | 17,06 | n     |
| 4       | Otto Grigalka        | 27  | Unione Sovietica | 16,78  | 16,53 | 16,78 | 15,91 | 16,27 | 16,29 | 16,33 |
| 5       | Roland Fritz Nilsson | 27  | Svezia           | 16,55  | 16,55 | 16,08 | 16,33 | n     | n     | n     |
| 6       | John Savidge         | 27  | Gran Bretagna    | 16,19  | 16,17 | 16,18 | n     | 16,19 | 16,03 | n     |
| 7       | Georgy Fyodorov      |     | Unione Sovietica | 16,06  | 15,98 | 16,01 | 16,06 |       |       |       |
| 8       | Per Stavem           | 26  | Norvegia         | 16,02  | 15,14 | 16,02 | 15,31 |       |       |       |
| 9       | Jiří Skobla          | 22  | Cecoslovacchia   | 15,92  | 15,73 | 15,60 | 15,92 |       |       |       |
| 10      | Tadeusz Krzyżanowski | 31  | Polonia          | 15,08  | 15,08 | 14,57 | 14,32 |       |       |       |
| 11      | Lucien Guillier      | 25  | Francia          | 14,84  | 13,94 | 14,46 | 14,84 |       |       |       |
| 12      | Angiolo Profeti      | 34  | Italia           | 14,74  | 14,59 | 14,00 | 14,74 |       |       |       |
| 13      | Alois Schwabl        | 40  | Austria          | 14,45  | 14,43 | 14,20 | 14,45 |       |       |       |